# Morike Sako
Morike „Mo“ Sako (* 17. November 1981 in Paris) ist ein ehemaliger französischer Fußballspieler. Der 2,02 Meter große Stürmer mit malischen Vorfahren ist sowohl Ballverteiler als auch Sturmspitze, arbeitet viel nach hinten und ist trotz seiner Körpergröße technisch beschlagen. Einer seiner Brüder, Bakary, ist ebenfalls Profifußballer, während ein anderer namens Sekou unter dem Künstlernamen Six ein in Frankreich bekannter Rapper ist.

## Karriere
Morike Sako erfuhr seine fußballerische Ausbildung bei der Union Sportive d’Ivry, einem Verein aus Ivry-sur-Seine, unmittelbar an der südöstlichen Stadtgrenze von Paris. 2004 wechselte er für eine Saison zum Schweizer Zweitligisten SR Delémont, bevor es ihn, wie viele seiner Landsleute, nach England zog, wo er in der Spielzeit 2005/06 für Torquay United in der Football League Two antrat. In der Saisonvorbereitung als Innenverteidiger eingesetzt, rückte er in der Frühphase der Saison auf die Mittelstürmerposition, ehe er für den größten Teil der Spielzeit im zentralen Mittelfeld auflief. Ausdauer- und Disziplinprobleme sorgten dafür, dass er nur in zehn seiner 25 Ligaeinsätzen in der Startaufstellung stand. Mit drei Saisontreffern hatte Sako dazu beigetragen, dass der stark abstiegsgefährdete Klub am Saisonende die Klasse halten konnte; der zur Saison 2006/07 neuverpflichtete Trainer Ian Atkins verzichtete allerdings auf eine Weiterverpflichtung Sakos.
Ligakonkurrent AFC Rochdale griff daraufhin zu und verpflichtete den Pariser, der in den folgenden Monaten als Teil eines Dreiersturms zumeist an der Seite von Keith Barker und Chris Dagnall zu 17 Punktspieleinsätzen (3 Tore) kam. Im Dezember 2006 erfuhr Sako, dass Rochdale seinen Kurzzeit-Vertrag nicht über das Jahresende hinaus verlängern wird. Anschließend absolvierte er zunächst ein Probetraining beim League-One-Klub AFC Bournemouth, wechselte aber stattdessen im Januar 2007 überraschend zum deutschen Regionalligisten FC St. Pauli.
Am Millerntor kam Sako in der erfolgreichen Rückrunde regelmäßig zum Einsatz und wurde auch dort schnell zum Liebling der Fans. Ende April 2007 gelangen ihm seine ersten beiden Pflichtspieltore für die „Kiezkicker“, im Sommer 2007 stieg er mit dem FC in die 2. Bundesliga auf und unterschrieb einen Vertrag über zwei Jahre. Sein erstes Spiel im deutschen Profifußball bestritt er nach längerer Verletzungspause Ende September 2007 gegen Borussia Mönchengladbach und erzielte drei Tage später auch seinen ersten Treffer auf diesem Niveau.
Es dauerte dann bis Anfang Dezember 2008, ehe „Mo“ wieder ein Tor schoss – das 2:2 im Spiel gegen TuS Koblenz (Endstand 3:2). Im Sommer 2010 verlängerte Bundesligaaufsteiger FC St. Pauli seinen Vertrag nicht mehr und Sako verließ den Klub nach acht Treffern in 71 Einsätzen. Ab August trainierte er mit dem finanziell angeschlagenen Zweitligisten Arminia Bielefeld, bei dem er Anfang September schließlich einen Ein-Jahres-Vertrag unterzeichnete. Nach dem Abstieg der Arminia aus der zweiten Bundesliga nach der Saison 2010/11, erhielt er keinen neuen Vertrag.
Mindestens ein Probetraining, unter anderen eines im Oktober 2012 beim unter Marc Fascher trainierten Drittligisten FC Hansa Rostock, blieb erfolglos. Nach letztlich zwei Jahren ohne Verein erhielt der Stürmer am 19. September 2013 einen Einjahresvertrag beim KSV Hessen Kassel, der im Sommer 2014 nicht verlängert wurde. Nach einem weiteren halben Jahr ohne Verein, unterschrieb Sako am 27. Januar 2015 beim ambitionierten Nord-Regionalligisten Eintracht Norderstedt bis zum Saisonende.
Als 40-Jähriger absolviert „Mo“ immer noch regelmäßig Pflichtspiele, in der Saison 2021/22 beim Kreisligisten FC Hamburger Berg auf St. Pauli, für den er auch bereits in der abgebrochenen Vorsaison zum Einsatz gekommen war.